# Dendropanax geniculatus
Dendropanax geniculatus är en araliaväxtart som beskrevs av Fiaschi. Dendropanax geniculatus ingår i släktet Dendropanax och familjen Araliaceae. Inga underarter finns listade.